# Фазылбеков, Атхамбек Ибрагимович
Атхамбе́к Ибраги́мович Фазылбе́ков (12 августа 1940 — 9 ноября 2012) — узбекский политический деятель, руководитель Ташкента в 1990—1993 годах.

## Биография
Окончил Ташкентский политехнический институт (1958—1963) по специальности «инженер-технолог».
Работал в Ташкенте: мастер на фарфоровом заводе, затем мастер, технолог, начальник цеха, заместитель главного технолога, начальник лаборатории, начальник отдела СКТБ завода «Миконд». В 1975—1981 секретарь парткома завода «Миконд».
В 1981 году стал инструктором ЦК КП Узбекистана. В 1982 году назначен на должность первого секретаря Сабир-Рахимовского райкома Компартии Узбекистана. В 1985 году стал заместителем заведующего отделом ЦК КПУ. В 1985 году — 2-й секретарь Ташкентского горкома Компартии Узбекистана. В 1988 году — первый заместитель председателя КНК Узбекской ССР. С мая по август 1989 году — постпред СМ УзбССР при СМ СССР.
С августа 1989 — первый секретарь Ташкентского горкома КПУ, в октябре избран членом Президиума Верховного Совета Республики Узбекистан.
С 1990 года — председатель Ташкентского горсовета. Избрался народным депутатом СССР, народным депутатом Узбекской ССР.
С декабря 1991 года по 1993 год — хоким Ташкента. После отставки — руководитель ряда предприятий.